# Spółgłoska szczelinowa dziąsłowo-podniebienna dźwięczna
Spółgłoska szczelinowa dziąsłowo-podniebienna dźwięczna – rodzaj dźwięku spółgłoskowego występujący w językach naturalnych. W międzynarodowej transkrypcji fonetycznej IPA oznaczana jest symbolem: [ʑ]

## Artykulacja
W czasie artykulacji podstawowego wariantu [ʑ]:
- modulowany jest prąd powietrza wydychanego z płuc, czyli jest to spółgłoska płucna egresywna
- tylna część podniebienia miękkiego zamyka dostęp do jamy nosowej, powietrze uchodzi przez jamę ustną (spółgłoska ustna)
- prąd powietrza w jamie ustnej przepływa ponad całym językiem lub przynajmniej uchodzi wzdłuż środkowej linii języka (spółgłoska środkowa)
- następuje wysklepienie języka w kierunku przedniej części podniebienia przy jednoczesnym kontakcie czubka języka z dziąsłami – jest to spółgłoska przedniopodniebienna.
- wiązadła głosowe periodycznie drgają, spółgłoska ta jest dźwięczna

## Terminologia
Spółgłoskę [ʑ] zaliczamy do spółgłosek syczących, czyli sybilantów.

## Przykłady
- w języku polskim: ziele ['ʑelɛ]
- w języku abchaskim: ажьа [aˈʑa] „zając”
- w języku rosyjskim: жжёшь [ʑːɔʂ] „płoniesz”